# Булгаков, Григорий Александрович
Булгаков Григорий Александрович (23 января 1916 года, село Голяжье, Брянская область — 12 апреля 2011 года, Краснодар) — российский художник, член Союза художников СССР (1947), заслуженный художник РСФСР (1968).

## Биография
Родился 23 января 1916 года, в селе Голяжьем Брянской области в семье священника. В 1924 году с семьёй переезжает в город Рыльск Курской области. В 1933 году уходит из дома, работает разнорабочим на хлебозаводе в Ставрополе, на стройке в Пятигорске, в 1934 году переезжает в Ленинград. Там в составе реставрационной бригады занимается восстановлением росписей в помещениях Государственного Эрмитажа. В 1935 году начал посещать художественную студию при Доме культуры у Нарвских ворот. В 1937 году Булгаков поступил в Ленинградское художественно-педагогическое училище, закончить которое не удалось из-за призыва в 1940 году в Советскую армию.
В период Великой Отечественной войны с 1941 по 1945 год служил в составе частей 1-го Украинского, затем 4-го Украинского фронта 60-й Армии. Был вычислителем 574-го стрелкового полка. С марта по август 1943 года служил в разведке. В том же году был назначен художником военной газеты «Армейская правда». Победу Григорий Булгаков встретил под Прагой. Награждён орденами «Отечественной войны» II степени" и «Красной Звезды», медалями.
После окончания войны в 1945 году в составе редакции газеты «Армейская правда» при политотделе 60-й Армии Булгаков приехал в Краснодар.
С 1946 года Григорий Александрович начинает работать в Краснодарском художественном творческо-производственном комбинате. В этом же году впервые участвует в выставке.
С 1947 года — член Союза художников СССР.
В 1957 году награжден Дипломом II степени Министерства культуры РСФСР за картину «Колумб российский». Г. Шелихов на Дальнем Востоке". 1956—1957.
1968 год Григорию Александровичу Булгакову присвоено звание «Заслуженный художник РСФСР».
Художник много путешествовал по стране и активно занимался творчеством, создал серии живописных и графических произведений, регулярно участвовал в выставках.
Умер 12 апреля 2011 года в Краснодаре.

## Творчество
Творческий путь художника насчитывает более шестидесяти лет. Произведения Григория Булгакова объединяют различные стилистические тенденции, начиная с реализма передвижников, русского импрессионизма, близки ему и лаконизм сурового стиля, и внутренняя свобода абстракционизма. Диапазон его творчества широк и разнообразен — живопись, графика, оформление книг и интерьеров, коллажи, редкие опыты в скульптуре.
В 1950—1980 годах художник совершал многочисленные творческие поездки по стране, писал тематические полотна. Создал живописные и графические циклы: «Воспоминания или Родная земля» (в графике — «Родные края»), «Северный цикл», серии работ, посвященные «Шесхарису», «Азовстали», Кавказу, Крыму, Закавказью, Прибалтике, Северу России.
Работы Григория Булгакова хранятся в собраниях Краснодарского краевого художественного музея имени Ф. А. Коваленко, Краснодарского краевого выставочного зала изобразительных искусств, Краснодарского государственного историко-археологического музея-заповедника имени Е. Д. Фелицина, Костромского государственного историко-архитектурного и художественного музея-заповедника, в частных коллекциях в России и за рубежом.

## Выставки
С 1946 года по 2011 год художник участвовал в 62 выставках краевого, республиканского, всесоюзного, международного значения. В 1966, 1968, 1994, 1996, 2006, 2011 годах — персональные выставки, выставка 2014 года прошла уже в память о художнике.

## Общественная деятельность
Начиная с 1950 года Григорий Александрович Булгаков занимался активной общественной деятельностью: избирался депутатом Краснодарского Совета депутатов трудящихся I и III созывов, был членом Краевого Комитета защиты мира, членом правления Краснодарской организации Союза художников РСФСР, членом Краевого выставкома, членом правления и председателем мастерских, председателем художественного совета Краснодарского отделения Художественного фонда, избирался членом правления Союза художников РСФСР, был делегатом съездов Союза художников РСФСР (1960) и СССР.

## Сохранение памяти
Григорий Александрович Булгаков похоронен на Аллее Героев Славянского кладбища г. Краснодара.
В 2014 году в г. Краснодаре на доме, где проживал Булгаков Г. А. с 1981 по 2011 гг. установлена его мемориальная доска.
В настоящее время работы Булгакова Г. А. участвуют в выставках. В 2014 году в рамках культурно-просветительского проекта «Память» Художественной галереи «САНТАЛ» проведена персональная выставка художника «Поколение победителей. Графика Г. А. Булгакова» (1916—2011)". В 2016 к 100-летию со дня рождения заслуженного художника РСФСР Григория Александровича Булгакова в Краснодарском краевом художественном музее имени Ф. А. Коваленко прошла выставка «На пересечении времён».